# جانگمیسان
جانگمیسان (به لاتین: Jangmisan) یک کوه  است که در کره جنوبی واقع شده‌است. جانگمیسان ۹۷۸٫۸ متر بالاتر از سطح دریا واقع شده‌است.